# Newham

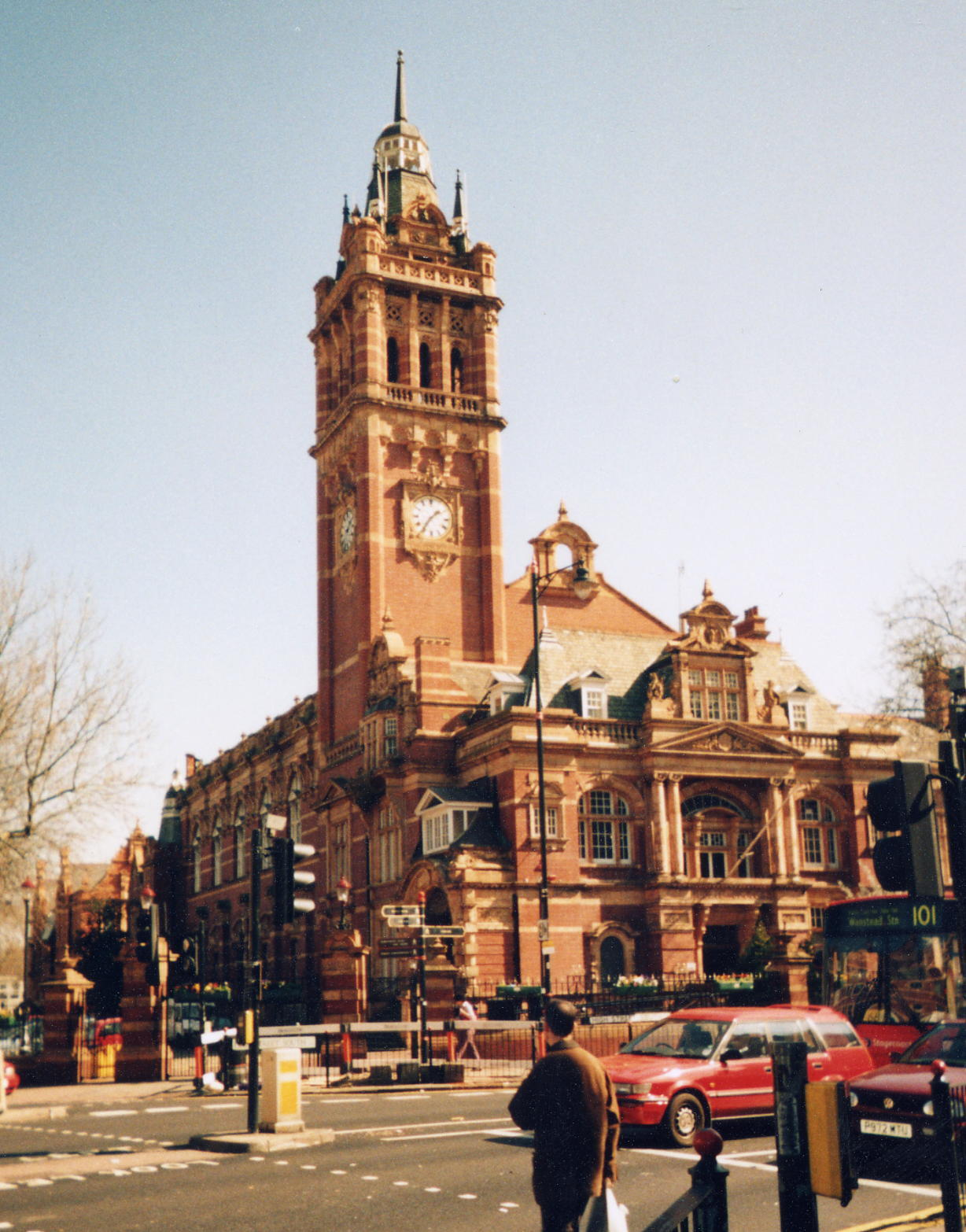
Newham Town Hall (Ajuntament) a East Ham (E6)

Newham és un districte londinenc, Regne Unit. Exactament de l'àrea coneguda com a Est de Londres.
Està situat a 5 quilòmetres a l'est de la Ciutat de Londres (centre de Londres), al nord del riu Tàmesi. Segons les estimacions de 2006, Newham és el districte amb més diversitat ètnica del país.

## Barris de Newham
El districte de Newham està format pels següents barris:
| - Beckton - Canning Town - Custom House - East Ham - Forest Gate - Little Ilford - Manor Park | - North Woolwich (pronunciat "wool-ich" o "wool-idge") - Plaistow (pronunciat "plaa-stow") - Silvertown - Stratford - Upton Park - West Ham |